# Vinessa Shaw
Vinessa Elizabeth Shaw (19 de julho de 1976, Los Angeles, Califórnia) é uma atriz norte-americana.

## Biografia
Shaw nasceu em Los Angeles, Califórnia, filha de Larry Shaw e de Susan Damante com quem ela apareceu em Coyote Summer (1996). Vinessa, soletrado com um "i" em vez do comum "a ', era uma variação do nome do avô, Vicente. Shaw fez sua primeira apresentação formal de um acampamento na UCLA curto com 10 anos e, posteriormente, excursionou com a cantora folk crianças Peter Alsop 11 anos de idade. E uma modelo e uma praticante budista e disse em uma entrevista com o Los Angeles Times em 12 de fevereiro de 2009 e irmã de Natalie Shaw.

## Vida pessoal
Shaw namorou o ator Jonathan Brandis que ela conheceu durante as filmagens de Joaninhas em 1992 e, posteriormente, namorou o ator Oliver Hudson, irmão de Kate Hudson e filho de Goldie Hawn.

## Trabalhos
- Family Blood (2018) Ellie
- Clinical (2017) Drª Jane Mathis
- O Grande Milagre (2012) (Longa-metragem), Kelly Meyers
- House MD (2010) Kelly Benedcty
- Amantes (2008) (Longa-metragem), Sandra
- Os Indomáveis (2007) (Longa-metragem), Emma
- Viagem Maldita (2006) (Longa-metragem)
- Melinda e Melinda (2004) (Longa-metragem)
- 40 Dias e 40 Noites (2002) (Longa-metragem), Nicole
- A Arma Secreta da Máfia (2001)
- O Peso da Água (2000) (Longa-metragem), Anethe Christenson
- De Olhos Bem Fechados (1999) (Longa-metragem), Domino
- Absolutamente Los Angeles (1998)
- Abracadabra (1993) (Longa-metragem), Allison
- Ladybugs(1992) (Longa-metragem), Kimberly Mullen

## Prêmios

### Screen Actors Guild Awards
- 2008: Nomeada, "Melhor Performance de um Elenco numa Motion Picture" - 3:10 to Yuma

### Young Artist Award
- 1993: Nomeada, "Outstanding Young Ensemble Cast em um Motion Picture" - Joaninhas
- 1993: Nomeada, "Melhor Atriz recorrentes em uma série de televisão" - Great Scott!
- 1993: Nomeada, "Melhor Atriz de co-estrelando em um Motion Picture" - Joaninhas
- 1994: Nomeada, "Melhor Juventude actriz principal papel em um Motion Picture Comedy" - Hocus Pocus
- 1995: Nomeada, "Melhor Performance de uma Atriz" Juventude em Série Dramática "- McKenna
- 1995: Nomeada, "Melhor Performance por um Actor Juventude como um Guest Star" - Murder, She Wrote